# Maurice-Marie Salbert
Maurice-Marie Salbert, francoski general, * 1885, † 1972.